# Betty Boop
Betty Boop es un personaje de dibujos animados que apareció en la serie Talkartoon, producida por Max Fleischer (Fleischer Studios) y lanzada por Paramount Pictures. Por su abierta sexualidad, Betty Boop tuvo mucho éxito en el cine estadounidense.

## Historia

### Orígenes
Fue el primer dibujo animado de una chica. Hizo su primera aparición en 1930, en el dibujo animado Dizzy Dishes, en la séptima entrega de las series Fleischer's Talkartoon. Aunque a menudo se le da crédito a la actriz Clara Bow por ser la inspiración para Boop, algunos dicen que en realidad comenzó como una caricatura de la cantante Helen Kane, quien actuó en un estilo compartido por muchos artistas de la época.
Grim Natwick, animador veterano de los estudios de Walt Disney y Ub Iwerks, fue principalmente el responsable de crear el personaje animado, modelado con base en la figura de Helen Kane, cantante y actriz estadounidense contratada por Paramount Pictures, el estudio que distribuía los dibujos animados de Max Fleischer. Siguiendo la práctica común, Grim Natwick hizo un nuevo personaje animal, en este caso su nuevo personaje animado era un perro caniche francés. Empezando con este dibujo animado, la voz del personaje fue representada por varias actrices de voces diferentes, hasta que Mae Questel consiguió al fin el papel, en 1931, y lo mantuvo por el resto de la serie.
El propio Natwick reconoció después que el aspecto original de Betty Boop era bastante feo. El animador la rediseñó en 1932 para ser reconociblemente humana en el corto Any Rags?. Sus orejas de perro caniche de lanas blandas se volvieron pendientes en forma de aro, y su nariz negra de perro poodle se convirtió en una nariz femenina en forma de botón. Aparecía en diez dibujos animados como un personajes de apoyo, una chica flapper con más corazón que inteligencia. En sus dibujos animados propios se llamó "Nancy Lee" y "Nan McGrew". Sirvió como la estrella de estudio, "novia" del personaje de Bimbo. No se bautizó oficialmente sino hasta el corto de 1932 Stopping the Show. Este también fue el primer dibujo animado en ser oficialmente parte de la serie de Betty Boop, y no un Talkartoon.
Algunos afirman que el primer nombre de Betty se estableció en 1931, en el dibujo animado Screen Songs, donde se llamó Betty Co-ed y tenía un carácter completamente diferente. Aunque la propia canción puede haber llevado al bautizo final de Betty, cualquier referencia con Betty Co-ed ha sido un error. El sitio web oficial de Betty Boop describe el personaje mencionado como un prototipo de Betty. En total, había doce dibujos animados de Screen Songs que ofrecieron a Betty Boop o por lo menos un personaje similar.

### Betty como símbolo sexual
Sin embargo, el desarrollo de Betty todavía estaba incompleto. El hermano de Max Fleischer, Dave, alteró el personaje aún más, haciéndola más sensual y más femenina. La famosa personalidad de Betty entró finalmente en el corto de 1932, Minnie the Moocher, donde Cab Calloway y su orquesta prestaron sus talentos. En la película, Betty corre sola fuera de sus padres arriesgándose a perderse con Bimbo en una cueva por una morsa (rotoscopio de Calloway). El número musical asustadizo del Fantasma impide a Betty huir hacia la seguridad de casa. El retrato de los padres de Betty, aparentemente judíos ortodoxos, ha llevado a muchos asumir que Betty pensó y actuó públicamente como personaje judío. Sin embargo, en los episodios posteriores, como en 1936, en el corto Be Human, aparece retratando el cronómetro del tiempo, en el estilo de las películas del Viejo Oeste. En agosto de 1932, la serie de Talkartoon cambió su nombre oficial por el de Betty Boop.

Betty Boop es famosa por ser el primer personaje de dibujos animados que representa completamente una mujer sexual. Otros personajes femeninos del mismo periodo mostraron su ropa íntima regularmente, como Minnie Mouse, pero no de esa manera sensual. Betty Boop, sin embargo, reveló su sexualidad. Llevaba vestido corto y ligero. Tenía pecho prominente y enseñaba el escote. En sus caricaturas, otros personajes intentaban espiarla mientras se cambiaba. En Betty Boop's Bamboo Isle baila el hula y lleva únicamente un lei (collar de flores) y una falda hawaiana, atuendo que repitió en el cameo que hizo en el primer episodio de Popeye.
Sin embargo, los animadores se aseguraron de mantener el personaje "puro" (oficialmente ella tenía sólo 16 años). Como en el filme Boop-Oop-A-Doop, cuando le dice a Koko el payaso, después de ser amenazada por el malo: "¡No pudo quitarme mi Boop Boop a Doop!"
Las sensibilidades adultas de Betty la hicieron triunfar y una ola de mercadotecnia recorrió el mundo. Mientras tanto, Helen Kane, quien inspiró el personaje en 1930, demandó al estudio Fleischer en 1934 alegando que le habían copiado la apariencia, la forma de bailar y cantar y el eslogan. Kane perdió el juicio (y su Boop Boop a Doop) cuando Fleischer probó que la frase ya había sido usada antes de Kane.

### Parodia
- En La casa de los dibujos, el personaje Lulú D'Cartón es una parodia de Betty Boop.

## Legado

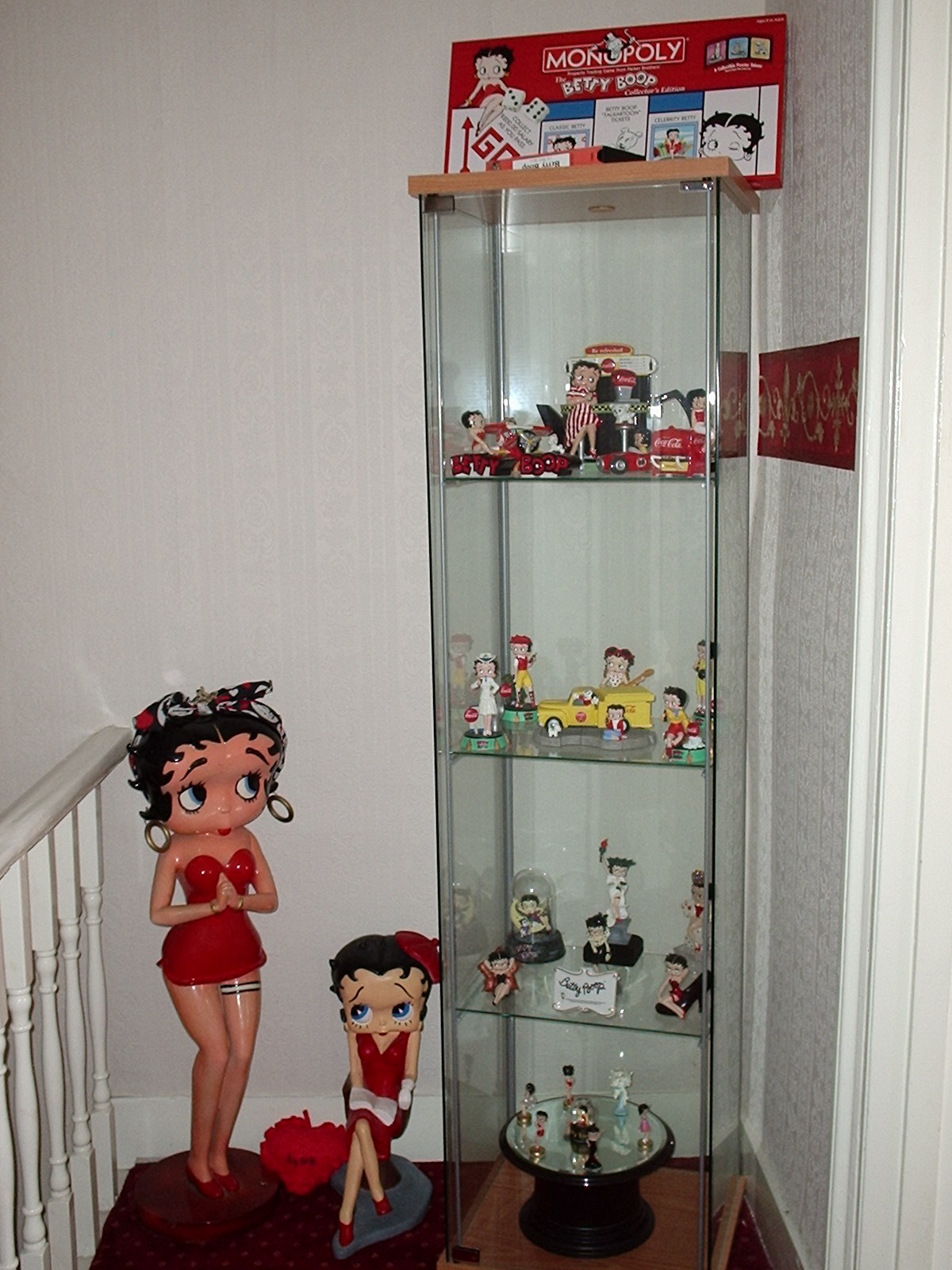
Una muestra de la mercancía de Betty Boop.

Las caricaturas de Betty Boop volvieron a triunfar cuando U.M.&M. T.V. Corp. y más tarde National Telefilm Associates (NTA) comenzaron a transmitirlas nuevamente en la televisión durante los 50. Alteraron el principio y el final de los capítulos y quitaron el logo de la Paramount. Sin embargo, la montaña se mantiene aunque con los derechos de autor de U.M.&M.
También ganó fama en el movimiento contracultural de los años 1960. NTA aprovechó esto para comprar los derechos de sus cortos para colorearlos y volver a emitirlos como The Betty Boop Show. Hubo mucha controversia con la coloración de NTA debido a que, al igual que Turner Entertainment hiciera más tarde con Popeye el Marino, de Fleischer, los coloreadores se saltaron dibujos y simplificaron los movimientos, usando animación limitada en vez de la animación completa de Fleischer.
Ivy Films unió varios cortos en una película llamada The Betty Boop Scandals en 1974, que tuvo algo de éxito. Más tarde, la NTA lanzó otra película recopilatoria, Hurray for Betty Boop, en 1980. Los vendedores redescubrieron a Betty Boop en los 80 también, y la mercadotecnia con su forma original, la sensual, que hoy en día puede conseguirse fácilmente.
En 1988, Betty apareció, por primera vez en años, en un cameo en la película ganadora de un premio de la Academia ¿Quién engañó a Roger Rabbit?. Se conoció rápidamente el hecho de que los animadores habían colado un frame de Betty desnuda, invisible para la audiencia, por supuesto. Si acaso ese frame existió, se cambió por uno convencional una vez que la película salió a la venta en video.
La propiedad de las animaciones de Betty ha ido cambiando de manos durante décadas debido a una serie de fusiones y adquisiciones corporativas. En 2006, la CBS Paramount Television controla la distribución en televisión mientras, irónicamente, la distribuidora Paramount original controla la distribución en salas, aunque no ha anunciado nada por ahora. Además, el personaje de Betty Boop y la marca registrada pertenecen actualmente al King Features Syndicate y a los estudios Fleischer.
La serie Betty Boop continúa siendo y será la favorita de muchos críticos, y la película de 1933 Snow White (no confundir con Blanca Nieves, de Walt Disney de 1937) fue seleccionada por la Biblioteca del Congreso de Estados Unidos para preservarla en el Registro Nacional de Películas en 1994. Todavía dura la fama de Betty Boop y se hacen muchas referencias a ella en la cultura popular, como en la tira cómica Doonesbury, donde la novia pechugona del personaje B.D. se llama "Boopsie".
Actualmente hay 22 animaciones de Betty Boop de Dominio Público disponibles en el Internet Archive.

## Video
- Betty Boop. Coffret Collector (5 DVD + 1 CD). Films Sans Frontières. (en versión original en inglés con subtítulos en francés)